# Sant Nicolau d'Andaní
Sant Nicolau d'Andaní és una església del poble d'Andaní, municipi d'Alfarràs (Segrià), inclosa en l'Inventari del Patrimoni Arquitectònic de Catalunya.

## Descripció
Església construïda amb pedra i totxo, d'una sola nau amb un afegit posterior al costat dret. Les dimensions són reduïdes. La façana és molt simple, arrebossada i amb maó a les cantoneres, i amb un portal d'arc de mig punt fet amb carreus pedra desbastada. Al seu damunt resta una fornícula on hi havia hagut una imatge del Sant Patró. L'espadanya, de tres obertures i dues campanes, és de construcció posterior. A la dècada dels anys 80 es trobava oberta al culte.

## Història
Aquesta església actualment es troba dins de la jurisdicció de l'Església parroquial d'Alfarràs. Anys enrere, aquesta església havia estat dins la jurisdicció de l'Arxiprestat d'Ager, actualment és del Bisbat de Lleida. Popularment es diu que la parròquia d'Andaní estava destinada als capellans castigats.
La seva història ha estat paral·lela a la veïna església de Sant Pere d'Alfarràs. És molt probable que el temple primitiu es construís a mitjans del s. XII fruit del repoblament de la zona, malgrat no s'ha pogut documentar la data de construcció. Les poques referències documentals, ens situen el temple ja en propietat del monestir de Sant Pere d'Àger (Llibre de Sinodals 1648) en ple s segle xvii mitjançant una cessió.
Edifici construït al segle xvii. En la descripció feta per Pascual Madoz l'any 1845 del poble d'Andaní hi ha una de les descripcions més antigues de l'església: “de planta rectangular, la nau té 80 pams de llarg, 40 d'amplada i 50 d'alçada. Les dues campanes del temples estan col·locades sobre el frontispici perquè no disposa de campanar.” A l'interior, hi havia cinc petites capelles, i segons les fonts escrites, a mitjans del s. XIX residia a la capella major un preciós retaule amb una talla dedicada a Sant Nicolau.
Altres referències més modernes ens situen en les accions de conservació del temple en les quals queda reflectida la convivència entre el senyor i la població local. Un bon exemple n'és l'any 1843, quan la volta de l'edifici s'esfondrà completament, i fou reparada amb les aportacions econòmiques del Marquès, l'Ajuntament i alguns veïns piadosos.